# Horologie

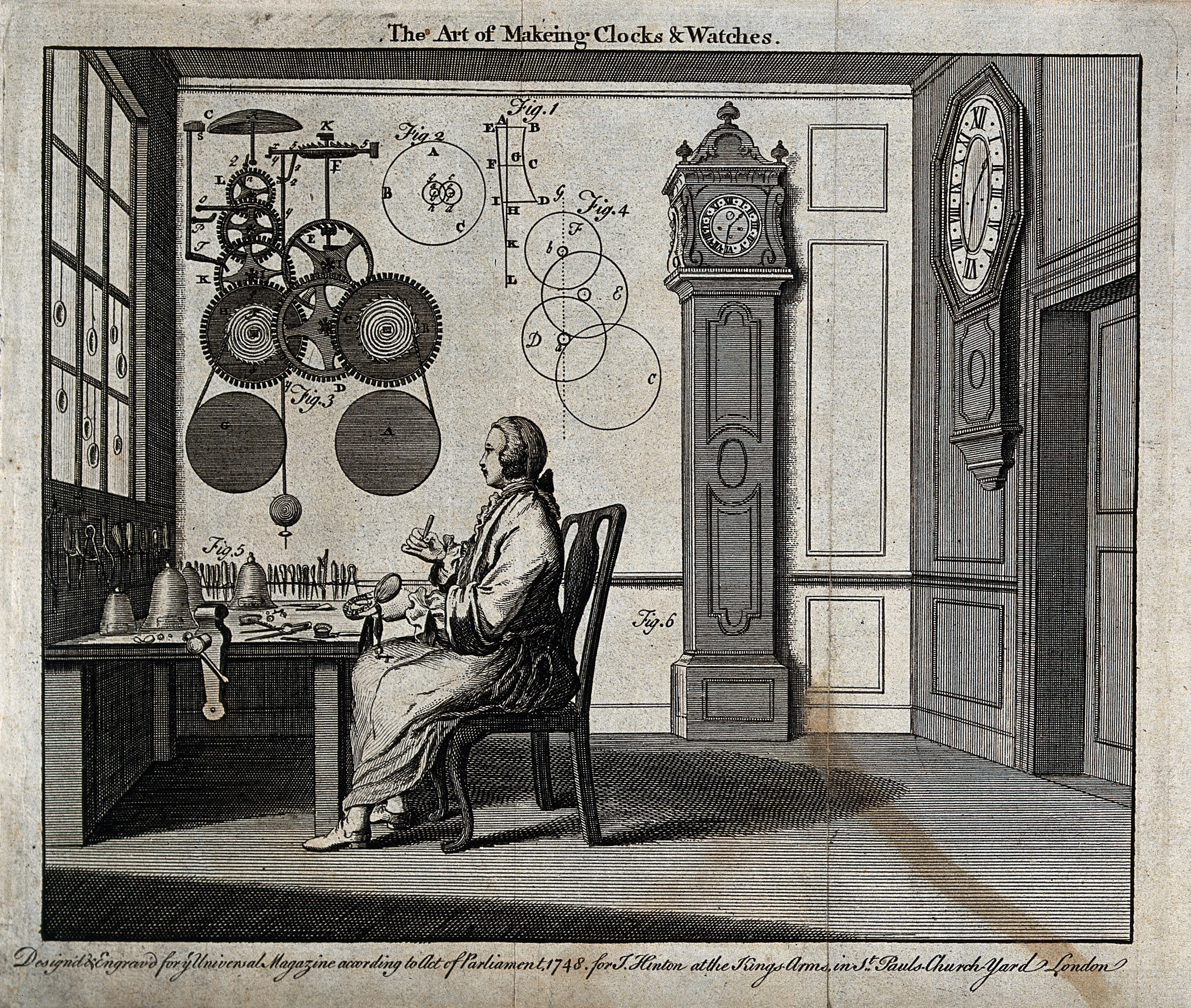
Ilustrace, hodinář sedící u stolu.

Horologie je věda, zabývající se měřením času a hodinářstvím. Termín pochází z řeckého ὡρολόγιον („nástroj na poznávání času“). Mezi zařízení, používaná k měření času, patří hodiny, hodinky, sluneční hodiny, vodní hodiny, časovač, chronograf, chronometr nebo atomové hodiny. Lidé zajímající se o horologii se nazývají horologové. Výraz se používá pro profesionály zabývající se výrobou a opravou chronometrů i pro amatérské nadšence a badatele v oboru horologie. Významnými horologickými organizacemi jsou British Horological Institute (Spojené království), Chronometrophilia (Švýcarsko), American Watchmakers-Clockmakers Institute a National Association of Watch and Clock Collectors (USA). Největším světovým setkáním představitelů hodinářského průmyslu je Baselworld v Basileji. Velkou kolekci hodin mají londýnské Clockmakers' Museum a Musée international d'horlogerie v La Chaux-de-Fonds, literaturu o horologii schraňuje National Watch and Clock Library v Columbii (stát Pensylvánie).